# Julius Theodor Christian Ratzeburg
Julius Theodor Christian Ratzeburg (Berlino, 16 febbraio 1801 – Berlino, 24 ottobre 1871) è stato un entomologo, botanico e zoologo tedesco.

## Biografia
Ratzeburg nacque a Berlino, figlio di un professore dell'Università di Berlino. Studiò medicina e scienze naturali a Berlino, interessato principalmente alla botanica. Divenne docente privato presso l'Università di Berlino nel 1828, quando era in contatto con Alexander e Wilhelm von Humboldt. Due anni dopo, fu professore di storia naturale su invito di Friedrich Wilhelm Leopold Pfeil (1783-1859). Fondò l'orto botanico a Eberswalde, dove lavorò fino al suo ritiro avvenuto nel 1869. Poco dopo ritornò a Berlino, dove morì.
Ratzeburg è stato autore di importanti opere trattasi di entomologia e botanica ed è considerato il fondatore dell'entomologia. Egli era particolarmente interessato alle specie parassitarie. Dal 1827 al 1834 scrisse Medizinische Zoologie (Zoologia medica) con Johann Friedrich von Brandt.

## Opere principali

### Entomologia
- Die Forstinsekten, Berlin 1837–1844, Tre volumi e un supplemento; re-edizione a Vienna 1885.
- Die Waldverderber und ihre Feinde, Berlin, 1841, 8º re-edizione di Johann Friedrich Judeich (1828-1894) e Hinrich Nitsche (1845-1902) sotto il titolo Lehrbuch der mitteleuropäischen Insektenkunde, Vienne, 1885, con biografia.
- Die Ichneumonen der Forstinsekten, Berlino 1844–1852, 3 volumi.
- Ratzeburg, J.T.C. 1844 (31 marzo, Die Ichneumonen der Forstinsekten in entomologischer und forstlicher Beziehung 1:224pp.[1]
- Ratzeburg, J.T.C. 1844 (31 agosto), Die Ichneumonen der Forstinsekten in entomologischer und forstlicher Beziehung 3: viii+314pp[2]
- Ratzeburg, J.T.C. 1848, Die Ichneumonen der Forstinsekten in entomologischer und forstlicher Beziehung 2: vi+238pp[3]
- Ratzeburg, J.T.C. 1852, Die Ichneumonen der Forstinsekten in entomologischer und forstlicher Beziehung 3: v-xviii+272pp
- Die Nachkrankheiten und die Reproduktion der Kiefer nach dem Fraß der Forleule, Berlin, 1862.
- Die Waldverderbnis oder dauernder Schaden, welcher durch Insektenfraß, Schälen etc. an lebenden Waldbäumen entsteht, Berlin, 1866–1868, 2 volumi.

### Altre materie
- Handbuch der Zoopharmakologie für Thierärzte . Vol. 1&2. Berlin 1801 Digital edition
- Medizinische Zoologie, avec Brandt, Berlin, 1827–1834, 2 volumi.
- Abbildung und Beschreibung der in Deutschland wild wachsenden Giftgewächse, con Johann Friedrich von Brandt (1802-1879) e Philipp Phoebus (1804-1880), Berlino 1834; Nuova edizione nel 1838.
- Forstnaturwissenschaftliche Reisen, Berlin 1842.
- Die Standortsgewächse und Unkräuter Deutschlands, Berlin 1859.
- Forstwissenschaftliches Schriftstellerlexikon, Berlin 1872–1873.

Inoltre, Julius Theodor Christian Ratzeburg ha continuato l'opera di Friedrich Gottlob Hayne Getreue Darstellung und Beschreibung der in der Arzneykunde gebräuchlichen Gewächse.
- Getreue Darstellung und Beschreibung der in der Arzneykunde gebräuchlichen Gewächse wie auch solcher, welche mit ihnen verwechselt werden können. 12 Volumes, 1805–1856 (continuato da Johann Friedrich Brandt, Julius Theodor Christian Ratzeburg e Johann Friedrich Klotzsch). Digital Edition dall'Università e dalla Biblioteca di Stato di Düsseldorf